# Vizcondado de la Alameda
El vizcondado de la Alameda fue un título nobiliario español creado por el rey Carlos III de España en fecha desconocida de 1786 en favor de Manuel Fernando de Velasco y Sánchez-Arjona Messía Tinoco Ponce de León Jaraquemada y Revasco, señor de los mayorazgos de su familia en Extremadura, caballero de la Orden de Santiago, coronel de los Reales Ejércitos y regidor perpetuo de Fregenal de la Sierra.
El título de vizconde de la Alameda se concedió como previo al de marqués de Riocabado.

## Vizcondes de la Alameda
|                         | Titular                                                                                       | Periodo                 |
| Creación por Carlos III | Creación por Carlos III                                                                       | Creación por Carlos III |
| ----------------------- | --------------------------------------------------------------------------------------------- | ----------------------- |
| I                       | Manuel Fernando de Velasco y Sánchez-Arjona Messía Tinoco Ponce de León Jaraquemada y Revasco | 1786-1786               |
| Título extinto          |                                                                                               |                         |

## Historia de los vizcondes de la Alameda
- Manuel Fernando de Velasco y Sánchez-Arjona Messía Tinoco Ponce de León Jaraquemada y Revasco (Fregenal de la Sierra, Santa Ana, 15 de marzo de 1740-26 de octubre de 1798), I vizconde de la Alameda y luego I marqués de Riocabado, señor de los mayorazgos de su familia en Extremadura, caballero de la Orden de Santiago, coronel de los Reales Ejércitos y regidor perpetuo de Fregenal de la Sierra.[1][2]

Casó el 25 de abril de 1784, en Madrid, Santos Justo y Pastor, con María Josefa Colón y Ximénez de Embún (Madrid, San Juan, 26 de noviembre de 1754-Fregenal de la Sierra, Santa Ana, 11/12 de junio de 1821), hija de Pedro Colón de Larreátegui y Angulo, decano y gobernador del Consejo de Castilla y caballero de la Orden de Alcántara, y de su esposa María Antonia Ximénez de Embún y Mateo.

## Nota
Al ser un vizcondado previo no puede considerarse un título nobiliario, ya que nunca fue considerado como tal. Su concesión fue un puro trámite administrativo que se extinguió al otorgarse el título de marqués de Riocabado.